# Campos Elíseos (Duque de Caxias)
Campos Eliseos é um bairro do distrito homônimo de Duque de Caxias.
Nele, estão localizadas a REDUCe outras empresas petroquímicas. Além disso, o bairro é considerado um polo comercial ainda em ascensão na região de Duque de Caxias, e que apesar de o bairro possuir empresas, micro empresas e empresas de pequeno porte, em seu interior é notável alguns problemas estruturais de calçamento e saneamento de ruas pontuais, que por sua vez interferem na qualidade de vida geral dos moradores de algumas partes da região. 

Em contrapartida, a ascensão comercial local é um ponto a ser destacado da região e, apesar da segurança ser considerada moderada, a região apresenta um bom padrão de vida, sendo considerado uma das regiões de maior expectativa futura de IDH da região Norte do Rio de Janeiro. 